# Сэн-Жульен, Шарль
Шарль Сэн-Жульен (фр. Charles de Saint-Julien; 1802—1869) — французский писатель

, поэт и педагог; лектор французского языка и истории французской литературы при Императорском Санкт-Петербургском университете.

## Биография
Шарль Сэн-Жульен родился в 1802 году во Франции, где провел юность и первые годы зрелой жизни. Учился в гимназии, а затем слушал лекции на философском факультете Парижского университета.
Убежденный приверженец династии Карла X, Сэн-Жульен после Июльской революции 1830 года вынужден был эмигрировать в Россию, где в 1831 году был приглашен старшим лектором французского языка и истории французской литературы на филологическом факультете Петербургского университета. Совершенно не говоря по-русски, лекции свои читал на французском языке и при преподавании последнего, согласно существовавшему обычаю основываться в изложении предмета на каком-нибудь авторитете, придерживался грамматики Летелье и «толковал о слоге» по Лагарпу, Батте, Мармонтолю и Вильмену. Что же касается его лекции по «критическому изложению истории французской литературы» (с 1797 до 1830), то в них Ш. Сэн-Жульен основывался на авторитете Шенье и тех же Вильмена и Лагарпа, однако в этом случае не был слепым последователем. Многие идеи, мысли и наблюдения, изложенные в этих лекциях, принадлежали ему лично. Литератор и даже немножко поэт, поклонник Ламартина и Виктора Гюго, почитатель Огюстена Тьери, слушавший в Париже лекции Гизо и Вильмена, он «внес в свой курс истории французской литературы, по свидетельству современников, идеи, поражавшие новостью слушателей и приготовлявшие в них поколение с иными литературными взглядами и вкусами».
В круг его деятельности входили также и упражнения студентов в сочинениях разного содержания «по лучшим классическим риторам», и эти занятия он вёл довольно успешно. По курсу истории французской литературы он составил собственные записки, которые в переработанном виде в 1835 году вышли в свет (тремя книжками) под заглавием: «Cours de la litterature française fait à l’université Imper. de St-Реtersbourg on 1832—1834». К той же научно-педагогической области относятся и следующие его, напечатанные в Петербурге книги: «Histoire et litterature des sciences, cours professé à l’institut des voies de communications», «Livre de lecture pour la langue française» (начальная хрестоматия на французском и русском языках, принятая в число руководств по министерству народного просвещения), «Cours méthodique et général de composition, appliqué à la langue française» (1845 г., издано за счёт Министерства народного просвещения).
Литературная деятельность Шарля Сэн-Жульена не ограничивалась областью педагогики. Небольшой сборник стихотворений под заглавием «Les premiers chants du poéte» была им издана ещё в Париже в 1829 году. В 1834 году он путешествовал по Финляндии и напечатал описание этой поездки под заглавием «Impression et souvenirs de Finlende». В 1839 году он издал сборник своих стихотворений и статей, назвав его «Sébile», а два года спустя — второй такой же сборник под общим названием «Centifolia». К 1840 году относится его работа «Guide du à St-Реtersbourg».
Изучив русский язык настолько, чтобы читать русских писателей в подлиннике, Сэн-Жульен познакомился с их произведениями и написал о них несколько статей, которые вместе с другими его небольшими эскизами русской жизни были напечатаны в «Revue des deux Mondes» и других французских журналах.
Некоторое время Сэн-Жульен издавал в Петербурге небольшой журнал на французском языке — «Le Furet», выходивший раз в неделю (по воскресеньям) и имевший значительный успех в салонах высшего петербургского общества того времени.
В 1846 году Сэн-Жульен вышел в отставку и уехал в Париж; перед отъездом он был удостоен звания члена-корреспондента Императорского Санкт-Петербургского университета.
Шарль Сэн-Жульен умер в 1869 году.